# Función indicatriz de Jordan
En teoría de números, la función indicatriz de Jordan {\displaystyle J_{k}(n)} de un entero positivo n es el número de k-tuplas de enteros positivos todos menores o iguales a n que forman una (k + 1)-tupla coprima junto con n. Esta es una generalización de la función φ de Euler, que es J1. La función se llaman en honor de Camille Jordan.

## Definición
La función indicatriz de Jordan es una función multiplicativa y puede ser evaluada como
{\displaystyle J_{k}(n)=n^{k}\prod _{p|n}\left(1-{\frac {1}{p^{k}}}\right).\,}

## Propiedades
- {\displaystyle \sum _{d|n}J_{k}(d)=n^{k}.\,}

La cual puede ser escrita en el lenguaje de convoluciones de Dirichlet como
{\displaystyle J_{k}(n)\star 1=n^{k}\,}
y utilizando inversión de Möbius como
{\displaystyle J_{k}(n)=\mu (n)\star n^{k}}.
Puesto que la función generadora de Dirichlet de μ es 1/ζ(s) y la función generadora de nk es ζ(s-k), las series para Jk se convierten en
{\displaystyle \sum _{n\geq 1}{\frac {J_{k}(n)}{n^{s}}}={\frac {\zeta (s-k)}{\zeta (s)}}}.
- The orden medio de Jk(n) es c nk para algún c.

- La función psi de Dedekind es

{\displaystyle \psi (n)={\frac {J_{2}(n)}{J_{1}(n)}}},
y mediante inspección de la definición (reconociendo que cada factor en el producto sobre los números primos es un polinomio ciclotómico de p-k), las funciones aritméticas definidas mediante {\displaystyle {\frac {J_{k}(n)}{J_{1}(n)}}} o {\displaystyle {\frac {J_{2k}(n)}{J_{k}(n)}}}
pueden mostrarse que son funciones multiplicativas evaluadas en los números enteros.
- {\displaystyle \sum _{\delta \mid n}\delta ^{s}J_{r}(\delta )J_{s}\left({\frac {n}{\delta }}\right)=J_{r+s}(n)}      [1]

## Orden del grupo de matrices
El grupo general lineal de matrices de orden m sobre Zn tienen orden
{\displaystyle |\operatorname {GL} (m,\mathbf {Z} _{n})|=n^{\frac {m(m-1)}{2}}\prod _{k=1}^{m}J_{k}(n).}
El grupo especial lineal de matrices de orden m sobre Zn tiene orden
{\displaystyle |\operatorname {SL} (m,\mathbf {Z} _{n})|=n^{\frac {m(m-1)}{2}}\prod _{k=2}^{m}J_{k}(n).}
El grupo simpléctico de matrices de orden m sobre Zn tiene orden
{\displaystyle |\operatorname {Sp} (2m,\mathbf {Z} _{n})|=n^{m^{2}}\prod _{k=1}^{m}J_{2k}(n).}
Las dos primeras fórmulas fueron descubiertas por Jordan.

## Ejemplos
Listas explícitas en OEIS son
J2 en A007434,
J3 en A059376,
J4 en A059377,
J5 en A059378,
J6 hasta J10 en A069091
hasta A069095.

Funciones multiplicativas definidas por sus relaciones son
J2(n)/J1(n) in A001615,
J3(n)/J1(n) in A160889,
J4(n)/J1(n) in A160891,
J5(n)/J1(n) in A160893,
J6(n)/J1(n) in A160895,
J7(n)/J1(n) in A160897,
J8(n)/J1(n) in A160908,
J9(n)/J1(n) in A160953,
J10(n)/J1(n) in A160957,
J11(n)/J1(n) in A160960.

Ejemplos de relaciones J2k(n)/Jk(n) son
J4(n)/J2(n) en A065958,
J6(n)/J3(n) en A065959,
y
J8(n)/J4(n) en A065960.